# Burial
Burial — сценическое имя Уильяма Эммануэля Бивена (англ. William Emmanuel Bevan), dubstep-продюсера из южного Лондона, Англия, номинант Mercury Prize.

## Биография
Его одноимённый дебютный альбом «Burial», вышедший в 2006 году на лейбле Hyperdub, получил крайне высокие оценки музыкальных критиков, попал в списки «Альбомов года» многих популярных изданий (включая первое место в журнале The Wire), и тем самым значительно повлиял на популяризацию относительно молодого музыкального жанра дабстеп, в котором он работает.
Следующий альбом под названием «Untrue», вышедший на том же лейбле в 2007 году, также получил восторженные отзывы критиков.

## Личная жизнь
Вплоть до августа 2008 года Burial оставался инкогнито. Согласно интервью, его анонимность обращается к эстетике независимых лейблов начала-середины 1990-х годов, когда часто никто не знал настоящего имени музыканта. Также было известно, что всю свою музыку Burial пишет на персональном компьютере без использования секвенсоров, а только в одном единственном аудиоредакторе Sound Forge, к тому же он самостоятельно оформляет обложки своих релизов. В июле 2008 года были объявлены очередные номинанты на ежегодную престижную британскую премию Mercury Prize, одним из которых оказался Burial со своим последним альбомом. Это вызвало волну ажиотажа вокруг персоны Burial — бульварная пресса предполагала, что за этим именем может скрываться Норман Кук (более известный как Fatboy Slim) или более экспериментальный музыкант Ричард Дэвид Джеймс (Aphex Twin), газета The Sun даже обратилась к своим читателям с просьбой помочь раскрыть личность музыканта.
Вечером 5 августа 2008 года на официальной странице Burial сети MySpace появилась фотография музыканта, а также информация о том, что его настоящее имя Уильям Бивен, и он — самый обычный житель южного Лондона, как он и заявлял раньше в своих интервью. Кроме того Бивен сообщил, что заканчивает работу над своим третьим альбомом, а в ближайшее время скорее всего увидит свет очередная виниловая пластинка с четырьмя новыми треками. 9 сентября 2008 года были объявлены победители текущих Mercury Prize — Elbow, Уильям Бивен на церемонии не появлялся.

## Дискография

### Альбомы
- Burial (15 мая 2006, Hyperdub)
- Untrue (5 ноября 2007, Hyperdub)

### Сборники
- Tunes 2011—2019 (9 декабря 2019, Hyperdub)

### Мини-альбомы
- South London Boroughs (16 мая 2005, Hyperdub)
- Distant Lights (28 августа 2006, Hyperdub)
- Ghost Hardware (18 июня 2007, Hyperdub)
- Moth / Wolf Cub (feat. Four Tet) (4 мая 2009, Text Records)
- Ego / Mirror (+ Four Tet + Thom Yorke) (16 марта 2011, Text Records)
- Street Halo (28 марта 2011, Hyperdub)
- Kindred (13 февраля 2012, Hyperdub)
- Truant / Rough Sleeper (17 декабря 2012, Hyperdub)
- Rival Dealer (16 декабря 2013, Hyperdub)
- Street Halo (28 апреля 2014, Hyperdub
- Young Death / Nightmarket (5 декабря 2016, Hyperdub)
- Kindred (27 марта 2017, Hyperdub)
- Subtemple / Beachfires (29 мая 2017, Hyperdub)
- Rodent (18 сентября 2017, Hyperdub)
- Pre Dawn / Indoors (30 октября 2017, Hyperdub)
- Fog / Shrine Flame 1 (The Bug & Burial) (2 апреля 2018, PRESSURE)
- "Rival Dealer" (18 февраля 2019, Hyperdub)
- Claustro / State Forest (17 июня 2019, Hyperdub)
- Her Revolution / His Rope (+ Four Tet + Thom Yorke) (7 декабря 2020, XL Recordings)
- Chemz / Dolphinz (24 мая 2021, Hyperdub)
- Antidawn (10 января 2022, Hyperdub)
- Streetlands (24 октября 2022, Hyperdub)
- Phoneglow / Eye Go Blank (Burial + Kode9) (18 июня 2024 Hyperdub)
- Comafields / Imaginary Festival (31 июля 2025 Hyperdub)